# Всеобщий Союз Рабочих — Единая Организация
Всеобщий союз рабочих — единая организация (нем. Allgemeine Arbeiter-Union – Einheitsorganisation, сокращ. AAUE, также AAU-E) — антипарламентская и антиавторитарная советско-коммунистическая организация веймарского периода.

## Становление
AAUE была создана в октябре 1921 года после того, как KAPD и дочерняя организация Allgemeine Arbeiter-Union Deutschlands (AAUD) подверглись усиленной критике за подчинение AAUD KAPD. Подход критики заключался в создании единой политической и оперативной организации.
К новой организации присоединились основные части структур AAUD в Восточной Саксонии и Северо-Западной Германии, а также меньшинства в других регионах; известными членами-основателями были, в частности, бывший депутат Рейхстага Отто Рюле, редактор Aktion Франц Пфемферт, поэт Оскар Канель и известный адвокат по уголовным делам Джеймс Брох.
ААУЕ издавала еженедельные газеты «Eniheitsfront» и «Betriebsorganisation», а также связанный с Aktion журнал. Из-за связи с Aktion в организации иногда также участвовали такие писатели, как Макс Херрманн-Нейссе и Карл Штернхейм. Более точной информации о количестве членов нет, но первоначальные 60 000 членов, упомянутые Пфемфертом, возможно, были преувеличением.

## Фракционные бои и распад
В новой организации быстро возникли фракционная борьба и центробежные тенденции, что привело к распаду к середине 1920-х годов на несколько групп, носивших название AAUE. На заключительном этапе Веймарской республики в каждой из трех последних организаций могло быть несколько сотен членов:
- „Heidenauer Richtung“ вокруг журнала Revolution. Она культивировала индивидуалистическую и антиорганизационную направленность и в результате в 1923 году самораспустилась.
- „Zwickauer Richtung“ для журнала Weltkampf. Она выступала за участие в выборах в рабочие советы и сближение с анархо-синдикалистскими позициями. В 1923 году она вступила в Союз свободных рабочих Германии (FAUD).
- „2. Zwickauer Richtung“ для еженедельных газет Proletarischer Zeitgeist (Цвиккау, тираж в 1932 году составил 2400 экземпляров) и Von Unten Auf (Гамбург). Она показала близость к анархистским позициям и сильную интеллектуальную неприязнь. В 1924 году группа бывших членов КПГ вокруг Кетти Гуттманн присоединилась к этой организации и смогла выжить, пока она не была частично разрушена в период национал-социалистов. Гамбургская группа вокруг Отто Реймерса публиковала Mahnruf до середины 1934 года, в то время как другим местным группам частично удавалось пережить нацистскую эпоху.
- „Frankfurt-Breslauer Richtung“ вокруг журнала Die Proletarische Revolution. Это было связано с идеями коммунизма рабочих советов индивидуальной психологии Альфреда Адлера. Она тесно сотрудничала с Отто Рюле и принимала активное участие в пролетарском вольнодумском движении. 1931 г. Слияние с частями AAUD и KAPD с образованием Союза коммунистических рабочих Германии (KAUD). Во главе журнала СКРГ Der Kampfruf , который издавался в Берлине до 1933 года, группа также называла себя «Революционная Рабочая Организация» (от нем. Revolutionäre Betriebsorganisation, сокращ. KAU-RBO).
- Бывшая фракция большинства старого AAUE вокруг Франца Пфемферта и Оскара Канеля. 1926/1927 временное слияние с ультралевой КПГ раскололо вокруг Ивана Каца и «промышленной ассоциации по транспорту», чтобы сформировать Лигу левых коммунистических организаций «Спартак» (Лига Спартака № 2).  Он издавал «Einheitsfront », а затем «Spartakus» и «Die Weltrevolution», но распался в 1932/33.

## Попытка реорганизации
Попытки движения вокруг «Proletarischer Zeitgeist» восстановить организацию после 1945 года в районе Цвиккау были репрессивно подавлены в 1948 году, ведущий активист группы Вильгельм Елинек скончался в 1952 году при невыясненных обстоятельствах в тюрьме Баутцен.

## Веб-ссылки
- Указания ААУ-Э, 1921 г.
- К истории газеты «Proletarischer Zeitgeist» (Воспоминание от 14 октября 2009 г. в Интернет-архиве)